# Euophrys quadripunctata
Euophrys quadripunctata es una especie de araña saltarina del género Euophrys, familia Salticidae. Fue descrita científicamente por Lucas en 1846.
Habita en Argelia.